# Mystrium fallax
Mystrium fallax är en myrart som beskrevs av Auguste-Henri Forel 1897. Mystrium fallax ingår i släktet Mystrium och familjen myror. Inga underarter finns listade i Catalogue of Life.

## Bildgalleri

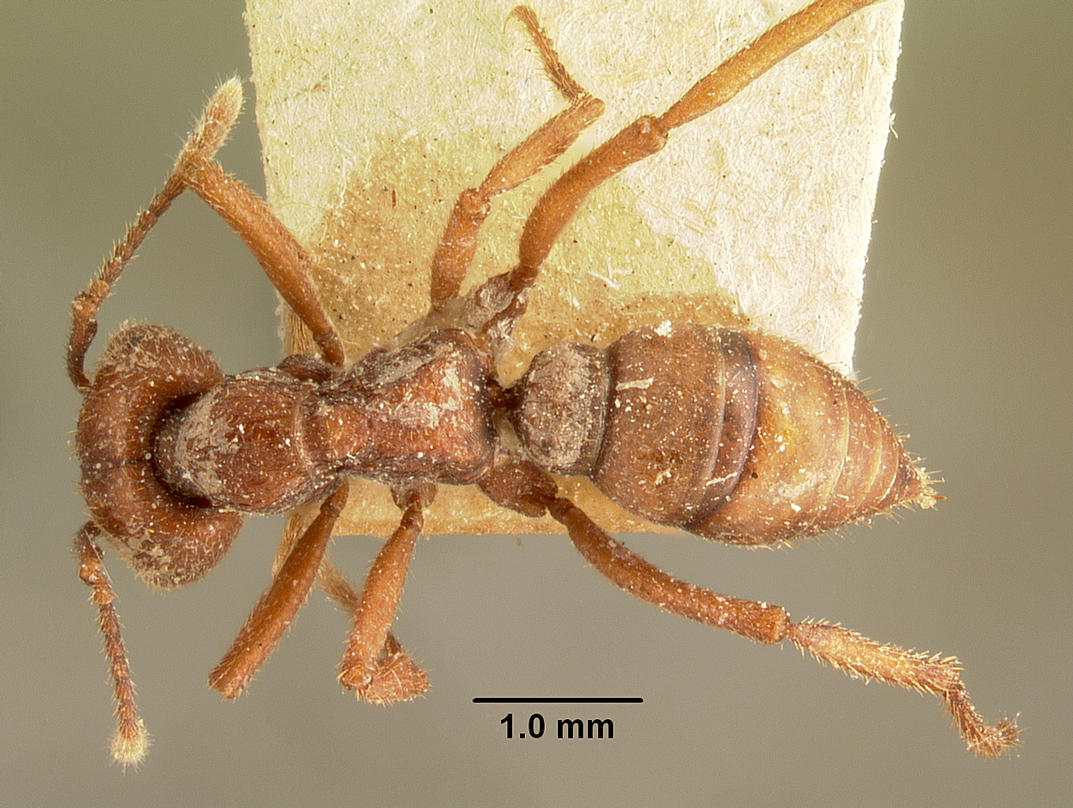
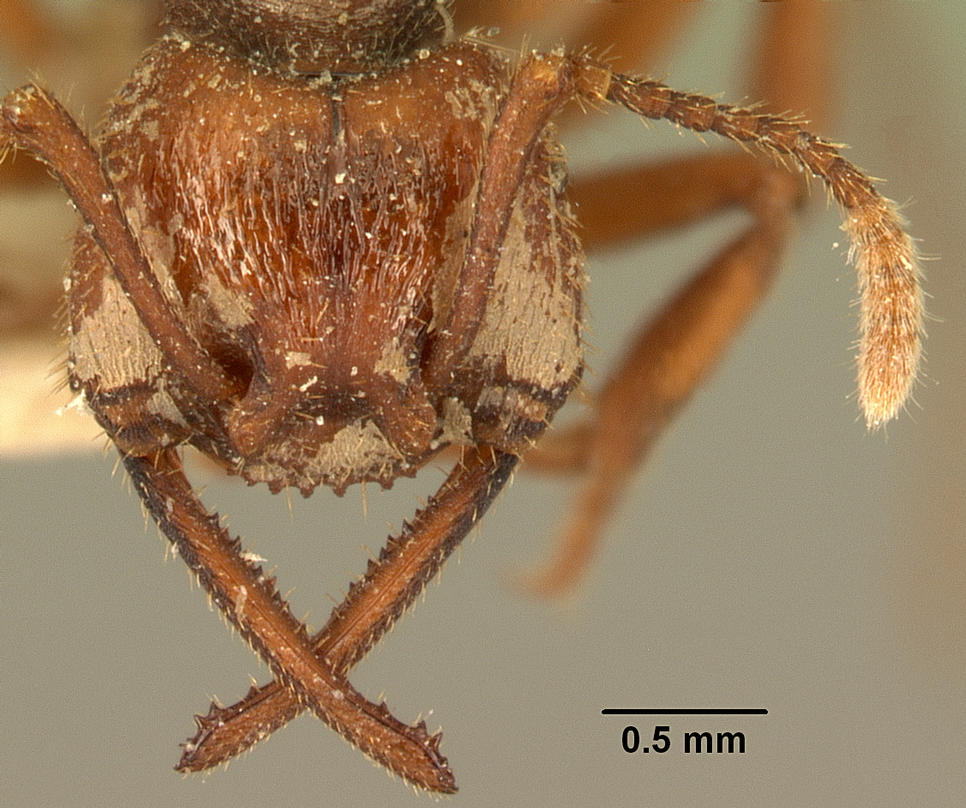
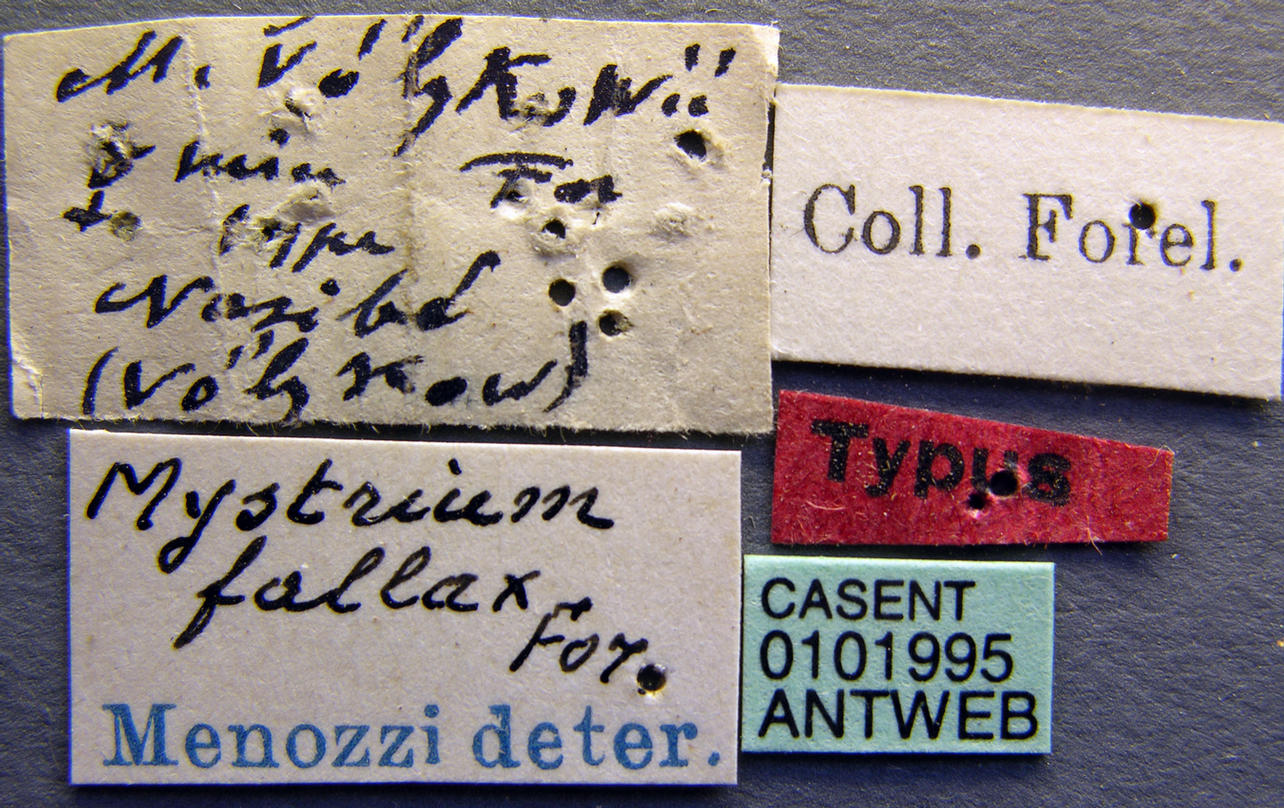
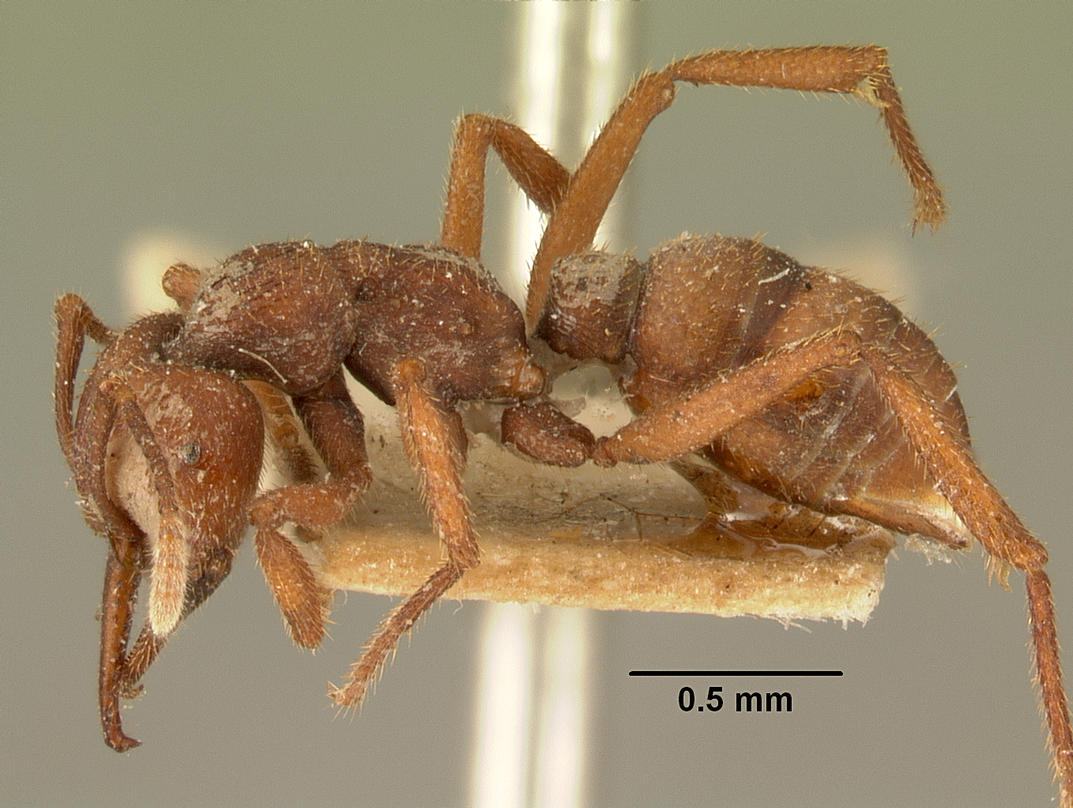